# Вельке Слеменце
Ве́льке Сле́менце (Великі Селменці; словац. Veľké Slemence, угор. Nagyszelmenc) — село, громада в окрузі Михайлівці, Кошицький край, Словаччина. Село розташоване на висоті 106 м над рівнем моря. Населення — 598 осіб. З 2005 року в селі діє пункт пропуску Вельке Слеменце—Малі Селменці на кордоні з Україною.

## Історія

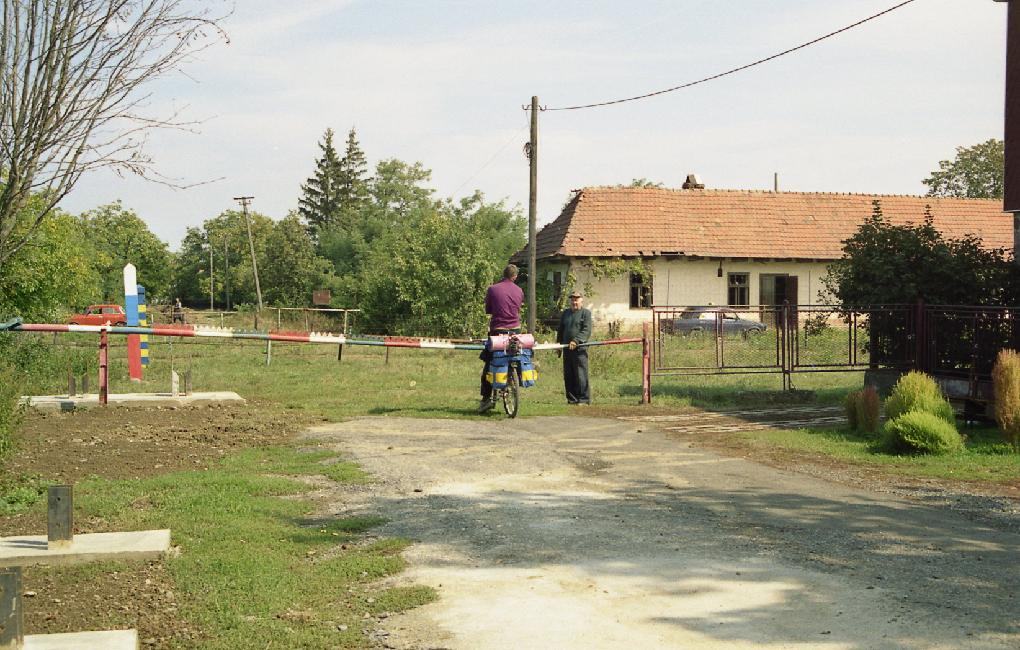
Вигляд словацько-українського кордону зі сторони села до 2003 року

В історичних документах село вперше згадується в 1332 році. Це було єдине село з назвою «Селменц» (Szelmenc). 
У своєму географічному словнику, опублікованому в 1851 р., Елек Феньєш, угорський статист та географ, пише про село: «Великі Селменці, угорсько-руське село, у комітаті Унґ (Ужгород), дуже близько до Малих-Селменців: 115 р/к., 224 греко-католики., 253 реформатів., 35 єврейських осель, реформатська (тобто кальвіністська) церква. Межує з Селменцями, земля дуже родюча; пасмо дубового лісу».

В такому вигляді село існувало до 1945 року, а в період з 1919 по 1938 мало назву Слеменце (Slemence). З 1919 по 1945 роки село мало історію спільну з Закарпаттям. Спочатку воно було передане до складу Чехословаччини, потім після Першого Віденського арбітражу повернуто до Угорського королівства, потім знову до Чехословаччини, а в 1945 році в рамках радянсько-чехословацької угоди було частково передано до складу СРСР разом із Закарпаттям. Село було поділено на дві частини між Словаччиною (2/3) та Україною (1/3): Великі Селменці (у Словаччині) та Малі Селменці (в Україні).
Місцеві жителі не вірили, що такий кордон буде встановлено до 1946 поки будинок, що стояв прямо на кордоні був зруйнований разом з усіма іншими об'єктами, що були на кордоні. Тоді ж була побудована стіна заввишки 6 м разом зі сторожовими вежами прикордонного патрулювання. Протягом наступних 60 років було заборонено перетинати кордон в цьому місці.
З відновлення незалежності України, при президентові Віктору Ющенку, 23 грудня 2005 року був відкритий пункт пропуску Малі Селменці — Великі Селменці, Україна — Словаччина.

## Населення
| Рік:            | 1994. | 2004.   | 2014.   | 2024.   |
| --------------- | ----- | ------- | ------- | ------- |
| Кількість осіб: | 592   | 598     | 581     | 583     |
| Різниця:        |       | +1,01 % | -2,84 % | +0,34 % |

| Рік:            | 2023. | 2024.   |
| --------------- | ----- | ------- |
| Кількість осіб: | 595   | 583     |
| Різниця:        |       | -2,01 % |

Національний склад населення станом на 2021 рік:
| етнос   | кількість осіб | частка, % |
| ------- | -------------- | --------- |
| угорці  | 474            | 80,61     |
| словаки | 58             | 9,86      |
| цигани  | 20             | 3,40      |
| інші    | 36             | 6,12      |
| всього  | 588            | 100       |

Склад населення за рідною мовою станом на 2021 рік:
| мова       | кількість осіб | частка, % |
| ---------- | -------------- | --------- |
| угорська   | 515            | 87,59     |
| словацька  | 36             | 6,12      |
| українська | 1              | 0,17      |
| інші       | 36             | 6,12      |
| всього     | 588            | 100       |

Склад населення за обрядом станом на 2021 рік:
| обряд               | кількість осіб | частка, % |
| ------------------- | -------------- | --------- |
| греко-католицизм    | 190            | 32,31     |
| римо-католицизм     | 183            | 31,12     |
| реформатська церква | 124            | 21,09     |
| євангелізм          | 11             | 1,87      |
| православ'я         | 1              | 0,17      |
| методизм            | 1              | 0,17      |
| інші                | 37             | 6,29      |
| не віруючі          | 41             | 6,97      |
| всього              | 588            | 100       |

## Пам'ятки
В селі є греко-католицька церква Знесіння Святого Духа з 1822 року в стилі бароко-класицизму. (Греко-католицька церква Успіння Святого Духа, однонефна бароково-класицистична споруда з напівкруглим пресвітерієм та вежею, що становлять нероздільний об'єкт, датується 1822 р. Відремонтована у 1922 році. Оздоблення церкви датується теж цим періодом, як і головний неокласичний вівтар із зображенням Преображення Господнього Духа пензля відомого українського закарпатського художника Йосипа Бокшая з 1936 року. Частиною оздоблення храму є також старіша картина «Зйомка з хреста» з середини ХІХ століття. Фасади церкви гладкі, розділені напівкруглими вікнами.) Вежа виростає з фасаду у вигляді ризаліту, у нижній частині має витягнуті скоси, у верхній — восьмигранну, завершена дзвоноподібним куполом із ліхтарем.

## Український слід
В селі проживають змадяризовані чи пословачені українці та мадяри, але крім кириличних руських написів у греко-католицькій церкві вже ніщо не свідчить про давнє руське походження села.